# Bullshot
Bullshot je studiové album amerického průkopníka rock and rollové kytary Linka Wraye, vydané v roce 1979.

## Seznam skladeb
1. Good Good Lovin' (Wray) - 2:44
2. Fever (Cooley, Davenport) - 3:00
3. Snag (Wray) - 3:05
4. Just That Kind (Wray) - 3:05
5. Switchblade (Cross, Gordon, Gottehrer, Stoner) - 2:13
6. It's All Over Now, Baby Blue (Dylan) - 5:20
7. Raw-Hide (Grant, Wray) - 2:51
8. Wild Party (Wray) - 2:47
9. The Sky Is Falling - 3:50
10. Don't (Leiber, Stoller) - 3:20

## Sestava
- Billy Cross - kytara
- Anton Fig - bicí, perkuse
- Richard Gottehrer - klávesy, perkuse
- Joanne Massey - zpěv
- Chris Robinson - klávesy
- Rob Stoner - baskytara
- Doug Wray - bicí, kytara, zpěv
- Link Wray - kytara, zpěv
- Rhonda Wray - zpěv
- Robin Wray - zpěv
- Howie Wyeth - bicí